# 18ビット
18ビット（英: 18-bit）は、連続した18個（桁）のビット（2.25オクテット）であり、バイナリで最大262,144（256キビ、約262k）までの数を表現できる。
- 「18ビットアーキテクチャ」とは、整数型、メモリアドレス、その他のデータサイズなどが、最大18ビット幅のアーキテクチャである。
- 「18ビットCPU」（プロセッサ、演算装置）とは、18ビットサイズのレジスタ、アドレスバス、データバスを持つCPU（プロセッサ、演算装置）である。

## 18ビットアーキテクチャ
恐らく最も有名な18ビットのコンピュータ・アーキテクチャは、1960年から1975年にDECによって製造された、PDP-1、PDP-4、PDP-7、PDP-9、PDP-15 などのミニコンピュータである。
またUNIVACも、UNIVAC 418 やいくつかの軍事用システムで、18ビットのコンピュータを製造した。このほかIBMのIBM 7700 Data Acquisition Systemも18ビットのコンピュータであった。